# SURFACE
SURFACE（サーフィス）は、男性2人組の音楽ユニット。旧名称はsurface（読みは同じ）。
2010年6月に一度解散するが2017年12月31日に開催された椎名慶治ソロライブにて活動再開を発表。デビュー20周年にあたる2018年5月27日に豊洲PITにて、活動再開ライブを行う。以後、精力的にライブ活動を行っている。なお、同日より、ギターの永谷喬夫もソロ活動を開始している。
事務所はピンナップス アーティストに所属。レコード会社はユニバーサルミュージック、ソニー・ミュージックレコーズを経て、ソニー・ミュージックダイレクトに所属。

## メンバー
椎名 慶治（しいな よしはる、1975年12月30日 - ）
ボーカルおよび作詞を担当する。また相方の永谷よりは比重が小さいが作曲も行う。SURFACE解散後、2010年11月にミニアルバム「I」を発売し、ソロデビューを果たした。
永谷 喬夫（ながたに たかお、1976年9月10日（48歳） - ）
ギター担当。他にもキーボードやベース、プログラミングなどを手がける。また、作曲・編曲およびミキシング作業のほとんどを担当する。2012年から「永谷たかお」名義としても活動。2018年5月アルバム「Heartbeat」を発売し、ソロとしても活動する。

## 来歴

### 結成から解散まで
1993年、高校の文化祭で2年生の永谷と3年生の椎名が知り合いバンドを結成。当時は2人の他、永谷と同じ軽音部のベーシストとキーボディストが在籍しており、ドラムレスバンドだった。1994年に高校の予餞会での初演奏後、椎名と永谷以外のメンバーが脱退。これにより現在まで続く2人体制となる。
1996年に「AXIAアーティストオーディション'96」の最終審査会に残り、数ヶ月後に現在の所属事務所からスカウトされる。
1998年5月27日にユニバーサルミュージック（旧マーキュリー・レコード）よりシングル『それじゃあバイバイ』でデビューし、9月に原宿ルイードにて初LIVEを行った。
1999年2月10日にJFNリスナーズアウォード'98にて新人奨励賞受賞。
2005年10月にソニー・ミュージックレコーズに移籍し、これに併せユニット名も大文字「SURFACE」から小文字「surface」に改名された。
2008年2月17日には東京・東京キネマ倶楽部で、武部聡志とのコラボライブ、surface × 武部聡志 Special Collaboration LIVE「SAIKAI」を開催した。
2010年2月14日に、ファンクラブイベント「FACES presents EN 2010」の東京公演にて、6月13日に東京国際フォーラムで行われるライブを以って解散することが発表され、これを機にユニット名を大文字の「SURFACE」に戻すことも併せて発表された。4月28日にCOMPLETE BEST ALBUM『Last Attraction』をリリースし、6月13日に東京国際フォーラムでラストライブ『Last Attraction』を開催し解散した。

### 再始動
2018年5月27日のメジャーデビュー20周年の日に再始動ライブ、SURFACE 20th Anniversary Live 「Re:Attraction」開催した。12月30日と31日に、東京・品川インターシティホールでSURFACE LIVE 2018「FACES #2」を開催し、31日の公演はSURFACEにとって初のカウントダウンライブとなった。
2019年5月25日に、東京・昭和女子大学人見記念講堂で、武部聡志との10年ぶり2度目のコラボライブ、SURFACE Special Collaboration LIVE「SAIKAI II」を開催した。7月24日には、約11年ぶりのオリジナルアルバム「ON」をソニー・ミュージックダイレクトよりリリースし、7月27日から9月21日まで、全国ツアーとなるLIVE TOUR 2019 「ON 〜two as one〜」を開催した。
2020年2月28日に東京・ユナイテッド・シネマ アクアシティお台場、2月29日に大阪・なんばパークスシネマ、3月1日に愛知・ミッドランドスクエア シネマで、SURFACEも3会場を訪れて鑑賞するSURFACE LIVE TOUR 2019「ON ～two as one～」プレミアム上映会が決定するも新型コロナウイルス感染症感染拡大により開催自粛。8月29日と8月30日に、東京・神田明神ホールで初の無観客生配信ライブ、SURFACE LIVE 2020「HANDS #2」ONLINE LIVEが開催（8月29日の公演は、オフィシャルファンクラブ「FACES」会員限定での配信）。11月21日には、アンコール公演となるSURFACE ONLINE LIVE 2020「HANDS #2」ENCOREが東京・神田明神ホールで開催された。

## エピソード
SURFACEとしての初ライブは、メジャーデビュー後に四谷にあったライブハウスFOURVALLEYで行われたブッキングライブだったが、それまでライブの経験がなかったため、SURFACEの名前を出さずに出演している。

## 作品

### シングル
|      | 発売日         | タイトル                            | 備考                                                                                                | 最高順位 |
| ---- | -------------- | ----------------------------------- | --------------------------------------------------------------------------------------------------- | -------- |
| 1st  | 1998年5月27日  | それじゃあバイバイ                  | フジテレビ系ドラマ『ショムニ』オープニングテーマ                                                    | 26位     |
| 2nd  | 1998年8月26日  | ジレンマ                            | TBS系『COUNT DOWN TV』エンディングテーマ                                                            | 44位     |
| 3rd  | 1998年11月11日 | さぁ                                | テレビ朝日系アニメ『守護月天!』オープニングテーマ                                                   | 20位     |
| 4th  | 1999年2月3日   | なにしてんの                        | フジテレビ系ドラマ『お水の花道』エンディングテーマ                                                  | 14位     |
| 5th  | 1999年7月7日   | なあなあ                            | NHK『ポップジャム』エンディングテーマ                                                               | 7位      |
| 6th  | 1999年11月17日 | 君の声で 君のすべてで…              | | 10位     |
| 7th  | 2000年2月14日  | ヌイテル?                           | テレビ朝日系『びっくりハンター～運命の月曜日～』エンディングテーマ                                  | 32位     |
| 8th  | 2000年4月26日  | ゴーイングmy上へ                    | フジテレビ系ドラマ『ショムニ』オープニングテーマ                                                    | 13位     |
| 9th  | 2000年11月15日 | ボクハミタサレル                    | 初動売り上げ19,740枚。                                                                              | 23位     |
| 10th | 2001年3月14日  | .5 (HALF)/about love                | それぞれ、日本テレビ系『AX MUSIC-TV』エンディングテーマ / WOWOW『ヨーロッパサッカー』イメージソング | 20位     |
| 11th | 2001年5月23日  | その先にあるもの                    | フジテレビ系ドラマ『新・お水の花道』エンディングテーマ                                              | 15位     |
| 12th | 2001年11月24日 | as ever                             | | 34位     |
| 13th | 2002年7月31日  | 歌                                  | テレビ朝日系『Matthew's Best Hit TV+』エンディングテーマ                                            | 22位     |
| 14th | 2003年3月5日   | NEWS                                | | 44位     |
| 15th | 2003年7月2日   | アイムファインセンキューアンジュー? | | 38位     |
| 16th | 2004年10月27日 | フレーム                            | 初回盤・通常盤の2形態で発売                                                                         | 44位     |

|      | 発売日         | タイトル                | 備考 | 最高順位 |
| ---- | -------------- | ----------------------- | --- | -------- |
| 17th | 2005年10月5日  | Re:START                | テレビ東京系アニメ『焼きたて!!ジャぱん』エンディングテーマ                                                                        | 25位     |
| 18th | 2005年11月23日 | FLY HIGH                | テレビ東京系アニメ『CLUSTER EDGE』オープニングテーマ                                                                              | 33位     |
| 19th | 2006年3月8日   | ココロのつぼみ          | テレビ東京系アニメ『CLUSTER EDGE』エンディングテーマ                                                                              | 37位     |
| 20th | 2007年5月9日   | 夢の続きへ              | テレビ東京系アニメ『D.Gray-man』エンディングテーマ                                                                                | 28位     |
| 21st | 2008年4月30日  | 素直な虹/情熱マイソウル | それぞれ、テレビ東京系アニメ『NARUTO -ナルト- 疾風伝』エンディングテーマ / テレビドラマ『東京ゴーストトリップ』オープニングテーマ | 27位     |

### アルバム

#### オリジナル・アルバム
|     | 発売日        | タイトル        | 備考 | 最高順位 |
| --- | ------------- | --------------- | --- | -------- |
| 1st | 1999年3月17日 | Phase           | | 2位      |
| 2nd | 2000年6月21日 | Fate            | 初動売り上げ79,220枚。2週目はオリコン週間14位、売り上げ21,470枚で、2週目で売り上げ累計10万枚を超える。3週目はオリコン週間26位。 | 2位      |
| 3rd | 2001年6月27日 | ROOT            | | 10位     |
| 4th | 2003年7月16日 | WARM            | | 25位     |
| 5th | 2006年4月26日 | resurface       | Sony Records移籍後初のアルバム 初回仕様盤と通常盤の2形態で発売                                                                  | 37位     |
| 6th | 2008年10月8日 | Invitation No.6 | 初回限定仕様盤と通常盤の2形態で発売 収録曲「キミスター★」：日本テレビ系『NNN Newsリアルタイム』“リアルSPORTSテーマソング”       | 18位     |
| 7th | 2019年7月24日 | ON              | 11年振りのオリジナル | 21位     |
| 8th | 2020年10月7日 | PASS THE BEAT   | 初回限定A・B、通常の3形態で発売                                                                                                 | 23位     |

#### ベスト・アルバム
|     | 発売日         | タイトル        | 備考                                                           | 最高順位 |
| --- | -------------- | --------------- | -------------------------------------------------------------- | -------- |
| 1st | 2001年12月19日 | SURFACE         |                                                                | 17位     |
| 2nd | 2010年4月28日  | Last Attraction | 収録曲「CHANGE」：TBS系『チューボーですよ!』エンディングテーマ | 10位     |

#### ライブ・アルバム
|     | 発売日        | タイトル                                                                  | 備考 | 最高順位 |
| --- | ------------- | ------------------------------------------------------------------------- | ---- | -------- |
| 1st | 2001年3月14日 | Phase to Fate                                                             |      | 29位     |
| 2nd | 2020年10月7日 | SURFACE LIVE 2019 ON 〜and on〜 Mt.RAINIER HALL SHIBUYA PLEASURE PLEASURE |      | 95位     |

### VHS・DVD

#### VHS
|     | 発売日        | タイトル        |
| --- | ------------- | --------------- |
| 1st | 1999年4月28日 | SURFACE CLIPS01 |
| 2nd | 2000年12月1日 | SURFACE CLIPS02 |
| 3rd | 2001年3月28日 | Face to Fate    |
| 4th | 2001年6月27日 | SURFACE CLIPS03 |

#### DVD
|      | 発売日         | タイトル                                                                            | 最高順位 |
| ---- | -------------- | ----------------------------------------------------------------------------------- | -------- |
| 1st  | 2000年11月15日 | SURFACE CLIPS0102                                                                   |          |
| 2nd  | 2001年3月28日  | Face to Fate                                                                        |          |
| 3rd  | 2003年7月16日  | SURFACE CLIPS0304                                                                   |          |
| 4th  | 2006年6月7日   | resurface films                                                                     | 68位     |
| 5th  | 2009年3月25日  | surface 2008「Invitation No.6」+「SAIKAI」                                          | 102位    |
| 6th  | 2006年6月7日   | SURFACE Final Live 「Last Attraction」2010.06.13 @ Tokyo International Forum Hall A | 10位     |
| 7th  | 2018年9月5日   | SURFACE 20th Anniversary Live「Re:Attraction」                                      | 5位      |
| 8th  | 2019年5月22日  | SURFACE LIVE 2018「FACES #1」                                                       | 132位    |
| 9th  | 2019年5月22日  | SURFACE LIVE 2018「FACES #2-COUNTDOWN-」                                            | 127位    |
| 10th | 2020年10月7日  | SURFACE LIVE TOUR 2019 ON 〜two as one〜 中野サンプラザホール                       | 8位      |
| 11th | 2020年10月7日  | SURFACE×武部聡志 Special Collaboration LIVE 「SAIKAI II」昭和女子大学人見記念講堂   | 11位     |
| 12th | 2021年5月27日  | SURFACE ONLINE LIVE 2020「PASS THE BEAT」日本橋三井ホール                           | 44位     |
| 13th | 2021年5月27日  | SURFACE LIVE 2020「HANDS #2」ONLINE LIVE 神田明神ホール                             | 37位     |

### 未発表曲
- 「キレイゴト」 SURFACE#3 Face to ROOTファンクラブ限定LIVE
- 「愛の領収証」 SURFACE #5 HANDS
- 「Everything has a reason」 SURFACE #5 HANDS
- 「mirror」 FACESホームページで初披露、FACES presents resurface

## ライブ

### その他出演
- an presents GO! GO! ROCK '99（1999年5月2日）
- ライブジャム'99（1999年7月7日）
- 信州SAKU音楽祭（1999年8月29日）
- surface × 武部聡志 Special Collaboration LIVE「SAIKAI」（2008年12月17日、東京キネマ倶楽部）
- 音霊 OTODAMA SEA STUDIO 2009「surface×岩瀬敬吾」（2009年7月20日）
- 音霊 OTODAMA SEA STUDIO 2018「Summer triangle」（2018年8月25日）
- エアトリ presents 毎日がクリスマス 2018「winter triangle)」（2018年12月9日）
- SURFACE × 武部聡志 Special Collaboration LIVE「SAIKAI II」（2019年5月25日、昭和女子大学人見記念講堂）
- エアトリ presents 毎日がクリスマス 2019「winter triangle II」（2019年12月8日）

### ファンクラブイベント
- SURFACE EN "HANDS ~warm~"（2004年3月20日）
- FACES presents SURFACE EN "undernearth the surface"（2005年3月5日）
- FACES presents resurface*（2006年7月13日）
- FACES presents EN 2010（2010年2月）
  - 2月7日 神戸
  - 2月13日 東京
- SURFACE LIVE 2020「HANDS #2」ONLINE LIVE ※FACES会員限定ライブ（2020年8月29日、神田明神ホール）
- SURFACE LIVE 2022「HANDS -Re:vive-」【ENCORE】※FACES会員限定ライブ（2022年2月5日、SHIBUYA PRESURE PRESURE）